# سول پلیتو
سول پُلیتو (انگلیسی: Sol Polito؛ ۱۲ نوامبر ۱۸۹۲ – ۲۳ مهٔ ۱۹۶۰) مدیر فیلم‌برداری اهل ایالات متحده آمریکا بود. 
از فیلم‌هایی که وی در آن نقش داشته‌است، می‌توان به شوگرل اشاره کرد.